# Geraldine Kennedy
Geraldine Kennedy (Waterford, 1 de setembro de 1951) é uma jornalista e política irlandesa que trabalhou como a primeira editora do jornal The Irish Times. Ela já havia trabalhado anteriormente como Teachta Dála (TD) para o distrito eleitoral de Dún Laoghaire de 1987 a 1989.
Em 1982, o telefone de Kennedy, junto com os de dois outros jornalistas, foi grampeado pelo ex- ministro da Justiça, Seán Doherty. A revelação em 1992 de que Charles Haughey havia ordenado as escutas telefônicas levou à renúncia de Haughey como Taoiseach.

## Primeiros anos e educação
Kennedy estudou no Instituto de Tecnologia de Dublin e iniciou sua carreira jornalística em um jornal regional, intitulado Munster Express. Ela se mudou para o Cork Examiner depois de menos de um ano, mas passou apenas alguns anos lá antes de ingressar no The Irish Times.
Na fundação do Sunday Tribune em 1980, Kennedy juntou-se a ele como correspondente política do jornal. O editor do jornal, John Mulcahy, familiarizou-se com Kennedy quando ela contribuiu para seu jornal Hibernia. Quando a produção do Tribune deixou de existir, Kennedy mudou-se para o Sunday Press.
No início de 1987, Kennedy processou com sucesso o atual governo Fianna Fáil, liderado por Charles Haughey, por grampear ilegalmente seu telefone.

## Carreira política
Kennedy concorreu nas eleições gerais de 1987 como candidata pelo recém-formado Partido Democrata Progressista em Dún Laoghaire. Ela ficou em terceiro lugar na pesquisa, ganhando 9,4% dos votos de primeira preferência. Ela foi uma dos quatorze TDs democratas progressistas eleitos para Dáil Éireann naquela eleição —  um feito que o partido nunca conseguiu novamente. Kennedy foi escolhida como porta-voz do partido para assuntos externos.
Ela se candidatou novamente nas eleições gerais de 1989 e ganhou 9% dos votos de primeira preferência, mas não conseguiu manter seu cargo.

## Retorno ao jornalismo
Após sua derrota nas eleições, Kennedy retornou ao The Irish Times, então gerenciado por Conor Brady, com quem ela havia trabalhado no Tribune quando ele era o editor. Ela evitou o jornalismo político-partidário por vários anos, mas voltou a cobrir política no início dos anos 1990 e tornou-se editora política do The Irish Times em 1999. Ela se tornou a primeira editora do jornal com a saída de Conor Brady no final de 2002. Um de seus rivais para a cadeira do editor era o colunista de alto perfil do jornal, Fintan O'Toole.
Kennedy recebeu mais do que o editor do principal jornal não tabloide da Grã-Bretanha, The Daily Telegraph, que tem uma circulação cerca de nove vezes maior que a do The Irish Times. Posteriormente, o colunista Fintan O'Toole disse ao Sunday Independent: "Nós, como jornal, não temos vergonha de pregar sobre salários corporativos e gatos gordos, mas com isso há uma sensação de excesso. Algumas das somas mencionadas são perturbadoras. Este não é um ataque à Sra. Kennedy, é um ataque ao nível de remuneração dos executivos. Há um padrão duplo de buscar mais cortes de empregos enquanto paga esses grandes salários."
Em setembro de 2006, Kennedy aprovou a publicação de um artigo no The Irish Times dando detalhes confidenciais de investigações feitas em pagamentos supostamente feitos em 1993 ao Chefe de Estado, Bertie Ahern. Kennedy recusou-se, a pedido do tribunal investigador, a fornecer detalhes sobre a fonte da informação impressa. Ela respondeu que os documentos já haviam sido destruídos. Sua recusa levou o Tribunal a buscar ordens do Tribunal Superior obrigando-a a fornecer detalhes da fonte. Em 23 de outubro de 2007, a High Court concedeu as ordens que a obrigavam a comparecer perante o Tribunal e responder a todas as perguntas. Em seu julgamento, o Supremo Tribunal, criticando sua decisão de destruir os documentos, disse que era uma "surpreendente e flagrante desrespeito ao estado de direito". Em 2009, no entanto, a Suprema Corte revogou essa decisão, sustentando que a Suprema Corte não havia encontrado o equilíbrio correto entre o direito dos jornalistas de proteger sua fonte e o direito do tribunal à confidencialidade.
Kennedy anunciou em 12 de março de 2011 sua intenção de se aposentar do The Irish Times em setembro, após um mandato de nove anos como editora de jornal. Ela realmente se aposentou em junho e foi sucedida pelo editor de notícias, Kevin O'Sullivan, que a sucedeu como editor em 23 de junho de 2011.
Em agosto de 2012, ela foi nomeada Professora Adjunta de Jornalismo na Universidade de Limerick. Ela foi premiada com cinco doutorados honorários de universidades irlandesas.